# جوآن کافمن
جوآن کافمن (۹ نوامبر ۱۹۳۵ – ۳۰ دسامبر ۲۰۱۸) یک بازیکن بیسبال آمریکایی بود که در لیگ حرفه‌ای بیسبال دختران آمریکایی بازی می‌کرد. با قد ۵ فوت و ۴ اینچ و وزن ۱۲۰ پوند (۱٫۶۳ متر و ۵۴ کیلوگرم)، کافمن با دست راست ضربه می‌زد و پرتاب می‌کرد. هم‌تیمی‌هایش او را «جو» صدا می‌زدند.
جوآن کافمن در وینه‌بگو، ایلینوی زاده شد. او در آخرین سال فعالیت لیگ حرفه‌ای بیسبال دختران آمریکایی فرصت بازی در این لیگ را یافت. به گفته خودش، این یک رؤیای مادام‌العمر بود.
کافمن در سن ۱۲ سالگی در یک تیم سافت‌بال دختران بازی کرد. او هر زمان که به خانه مادربزرگش، که نزدیک به ورزشگاه راکفورد پیچز بود، می‌رفت، علاقه خود را به بیسبال نشان می‌داد. او از همان زمان آرزو داشت که در آینده برای تیم پیچز بازی کند. در این میان، در ۱۵ سالگی به عنوان دریافت کننده در تیم راکفورد کودز بازی کرد، زیرا کودز به عنوان تیم محلی پیچز فعالیت می‌کرد و از قوانین بازی لیگ حرفه‌ای بیسبال دختران آمریکایی پیروی می‌کرد. در سال ۱۹۵۳، کافمن در حالی که هنوز در دبیرستان وینه‌بگو تحصیل می‌کرد، برای تیم پیچز آزمون داد. در آن زمان، تیم با مشکلات مالی مواجه بود. در نتیجه، پیچز به او گفت که سال بعد بازگردد. پس از فارغ‌التحصیلی از مدرسه، او این کار را انجام داد و در طول فصل ۱۹۵۴ در پست‌های پایگاه دوم و پایگاه سوم بازی کرد.
در دوران حرفه‌ای ۴۳ بازیه خود، کافمن میانگین ضربه‌زنی ۰٫۱۳۴ (۱۳ ضربه در ۹۷ حضور در صفحه) را ثبت کرد.
به عنوان یک مدافع، او ۴۹ امتیاز برون و ۷۷ امتیاز کمک را برای خود ثبت کرد و ۱۲ بازی دوتایی را تکمیل کرد، در حالی که ۲۰ خطا در ۱۴۶ فرصت کلی مرتکب شد و میانگین میدان‌داری او ۰٫۸۶۳ بود.
پس از انحلال لیگ، جوآن هرگز آخرین چک حقوقی خود را دریافت نکرد.
پس از دوران بازی در بیسبال، کافمن به خانه بازگشت و به عنوان حسابدار در یک شرکت محلی چوب‌بری کار کرد و همچنین به صورت پاره‌وقت تایپیست بود. سپس به نیروی هوایی ایالات متحده پیوست و به عنوان کارمند بخش نیروی انسانی مشغول به کار شد. او سپس استخدام‌کننده شد و بعدها به عنوان سرپرست نیروی هوایی ایالات متحده در بخش آموزش و تعلیمات نظامی خدمت کرد و بیش از ۱۰۰ مربی و ۵۰۰ کارآموز را تحت نظارت داشت. او در طول جنگ ویتنام در جنوب شرق آسیا و تایلند خدمت کرد. علاوه بر این، وظایف او شامل نگارش نامه‌های تسلیت به خانواده‌های سربازان درگذشته، گزارش تلفات و تنظیم پرونده‌ها در حمایت از برنامه‌های جوایز و تقدیرنامه‌ها بود.
در این دوران، کافمن به دلیل حرفه‌ای‌گری، کارایی و مهارت‌های رهبری برجسته خود مدال برنز دریافت کرد. علاوه بر این، او سومین نشان خوشه برگ بلوط خود را برای جایزه تقدیرنامه‌اش به دست آورد.
کافمن ۲۰ سال در ارتش خدمت کرد و در سال ۱۹۷۵ با درجه گروهبان ارشد بازنشسته شد. او تصمیم گرفت در منطقه سن آنتونیو، تگزاس بماند، جایی که در سال ۱۹۷۸ یک فروشگاه هدیه خریداری کرد و آن را به مدت ۲۰ سال اداره کرد. به همین ترتیب، کافمن مجوز فروش بیمه عمر در تگزاس را دریافت کرد و برای سال‌ها در این حرفه فعالیت داشت. ابتلای او به آرتریت شدید مانع از ادامه فعالیتش در ورزش شد.
در سال ۱۹۸۸، نمایشگاهی دائمی در تالار مشاهیر و موزه بیسبال در کوپرستاون، نیویورک برای گرامیداشت اعضای لیگ حرفه‌ای بیسبال دختران آمریکایی افتتاح شد. جوآن کافمن، همراه با دیگر بازیکنان و کارکنان لیگ، در این نمایشگاه گنجانده شده است.
کافمن در ۳۰ دسامبر ۲۰۱۸ درگذشت.